# Jupitertoren

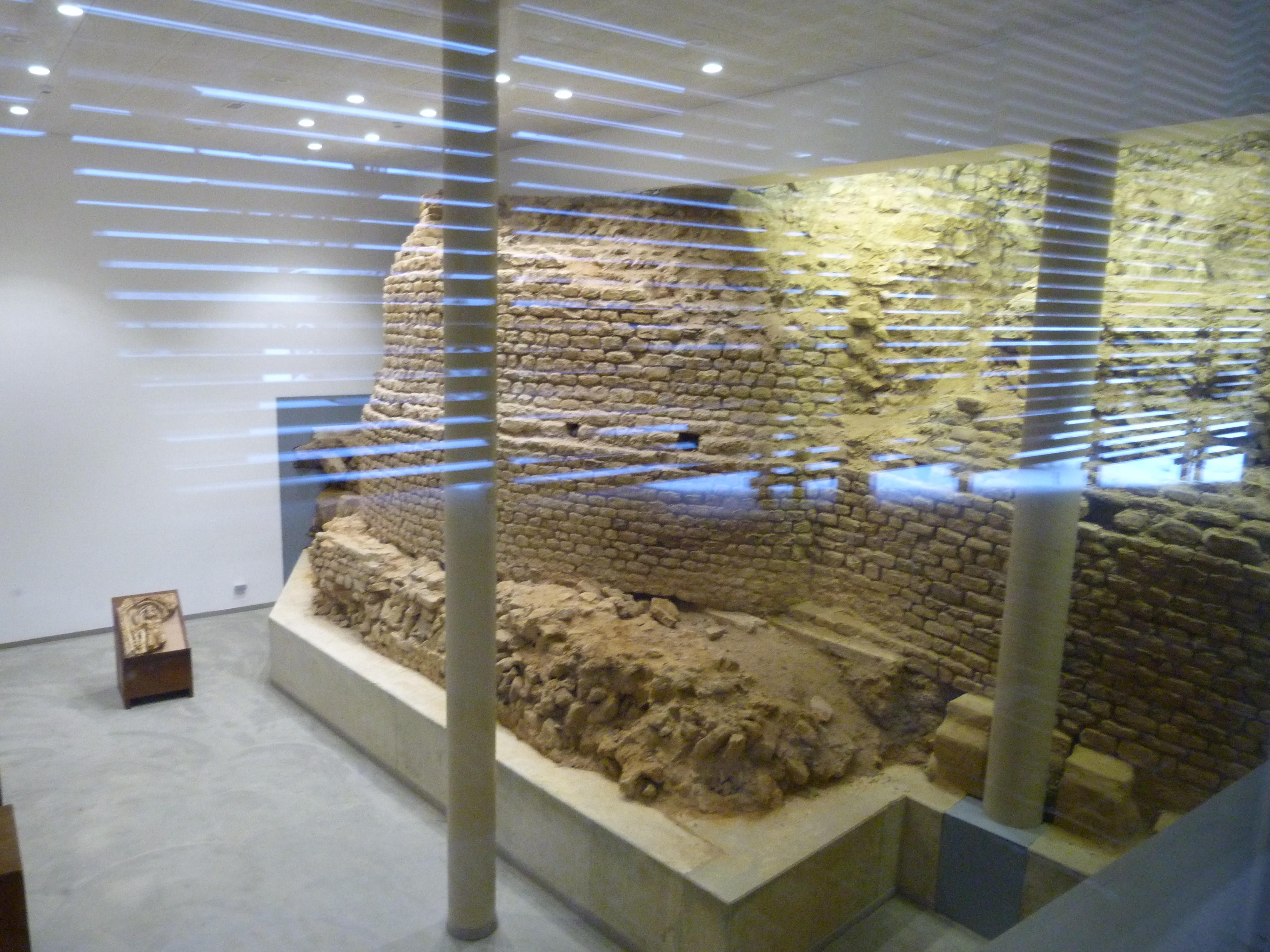
Jupitertoren

De Jupitertoren (Frans: Tour Jupiter) is het overblijfsel van een Romeinse toren in het Belgische Aarlen. De toren is (net zoals de Neptunustoren) een restant van de 4 meter dikke omwalling van het Romeinse castrum en werd ontdekt bij werkzaamheden ter uitbreiding van een bejaardentehuis. De toren ontleent zijn naam een het ter plekke gevonden bas-reliëf van Jupiter, dat ter plaatse wordt tentoongesteld. De toren is goed bewaard en kan bezocht worden. Sinds 2 juli 2013 is de toren een beschermd monument.